# O vodníku Česílkovi
O vodníku Česílkovi je československý poloplastický animovaný televizní seriál z roku 1968 vysílaný v rámci Večerníčku. Autorem předlohy byl spisovatel Václav Čtvrtek, scénář rozpracovali Anna Jurásková a Milan Nápravník. O výtvarné provedení se postaral Josef Lamka. Režie se ujal Alexandr Zapletal. Kameramanem byl Bohuslav Turek. Pohádky namluvil Karel Höger. Bylo natočeno 13 dílů, každý díl měl 8 minut.
V malém rybníčku v lukách pod Jičínem bydlí důvtipný vodník Česílko a s ním velký kapr Osmikiláč. Když se chce kapr obrátit na druhou stranu, musí vodník Česílko vylézt z vody do rákosí a tam počkat, až se Osmikiláč překulí z boku na bok. Bývá mu přitom dlouhá chvíle, a tak se naučí hrát karty s dubovými listy a spoustu jiných užitečných věcí…

## Seznam dílů
1. Jak hrál Česílko s knížetem karty
2. Jak vodník Česílko zachránil rusalku
3. Jak mu krejčík Vodička vyspravil hopsafrak
4. Jak mu praskla struna
5. Jak Česílko kupoval čápa
6. Jak Česílko vyzrál na Halamu
7. Jak si Česílko vzal Andulku
8. Jak Česílko sháněl bruselské krajky
9. Jak Česílko ulovil basu
10. Jak Česílkovi zamrzl rybník
11. Jak se Česílko málem stal knížetem
12. Jak Česílko rozehřál zmrzlou kněžnu
13. Jak Česílko vypustil loupežníka